# Caroline Anstey
Caroline D. Anstey (Inglaterra, 7 de noviembre de 1955) es una periodista y política de origen británico. Además es la directora del Banco Mundial desde 2011. 

## Biografía
Caroline D. Anstey nació el 7 de noviembre de 1955 en Inglaterra, y es hija del director de documentales y ganador de un Oscar Edgar Anstey (1907-1987) y de Daphne Lilly, editora de películas del National Film Board of Canadá. 
Está casada con Milton W. Hudson, exdirector del Departamento de análisis económicos de JP Morgan Chase, con quien tiene dos hijos, Oliver y Calder.
Caroline Anstey realizó su doctorado en la London School of Economics y su posdoctorado en el Nuffield College de Oxford.

## Cargos
Entre 1974 y 1979 fue la asistente política del ex primer ministro de Gran Bretaña, James Callaghan, también fue productora y editora de la BBC en un programa llamado «Analysis » y secretaria en el InterAction Council que nuclea a distintos jefes de Gobierno. Comenzó a trabajar en el Banco Mundial (en inglés: WB o World Bank) en 1995 en donde estuvo en diferentes cargos:
- Directora para los países del Caribe en el Banco Mundial (Country Director for the Caribbean).
- Jefa de relaciones públicas y vocero del Banco Mundial (Media Relations and Chief Spokesperson).
- Asistente y redactora de los discursos del presidente del Banco Mundial (Assistant and Speechwriter to World Bank President) James D. Wolfensohn.
- Jefa de personal (World Bank Chief of Staff).
- Vicepresidenta de asuntos externos (Vice President, External Affairs).
- Directora del Banco Mundial (Managing Director) desde septiembre de 2011.

Caroline Anstey cumple un rol fundamental en el Banco Mundial y es una de las personalidades más influyentes en Washington por la ayuda financiera y la consultoría que realiza en todos los países del mundo, desde China hasta Haití.

## Obras
Además de numerosos artículos en revistas y periódicos ha escrito:
- "The Projection of British Socialism: Foreign Office Publicity and American Opinion, 1945-50" en The Journal of Contemporary History, 1984.[6]
- "Foreign Office Publicity, American Aid and European Unity: Mobilizing Public Opinion" en  Power in Europe? Great Britain, France, Italy and Germany in a Post-War World, 1986.[7]
- "La Fin du Consensus Anglais" en colaboración con Rt. Hon James Callaghan MP, en  L'Evenement Europeen, Initiatives et Debats, Vol. 1, 1988.
- "Birth of the British Bomb" (with Peter Hennessy) en The Independent, 1988.
- Moneybags and Brains: The Anglo-American Special Relationship since 1945 en colaboración con with Peter Hennessy, University of Strathclyde Analysis Papers, 1990.[8][9]
- Diminished Responsibility: The Essence of Cabinet Government (with Peter Hennessy), University of Strathclyde Analysis Papers, 1990.[10]
- From Clogs to Clogs: Britain's Relative Economic Decline since 1851 (with Peter Hennessy),  University of Strathclyde Analysis Papers, 1991.[11]
- Sticks and Stones: Politics, Politicians and the English Language (with Peter Hennessy), University of Strathclyde Analysis Papers, 1992.[12]
- Jewel in the Constitution?: the Queen, Parliament and the Royal Prerogative (with Peter Hennessy),  University of Strathclyde, 1992.[13]
- "Die Risiken eines Abdriftens der Politik des Westens"  en colaboración con Milton W. Hudson,  en Denken und Handeln in Globaler Verantwortung - Helmut Schmidt zum Funfundsiebzigsten, 1993.
- The Millennium Development Goals and the Road to 2015: Building on Progress and Responding to Crisis (with Justin Lin and contributions from World Bank Staff),  World Bank Publications, 2010.[14]